# Oosterhout (gemeente)

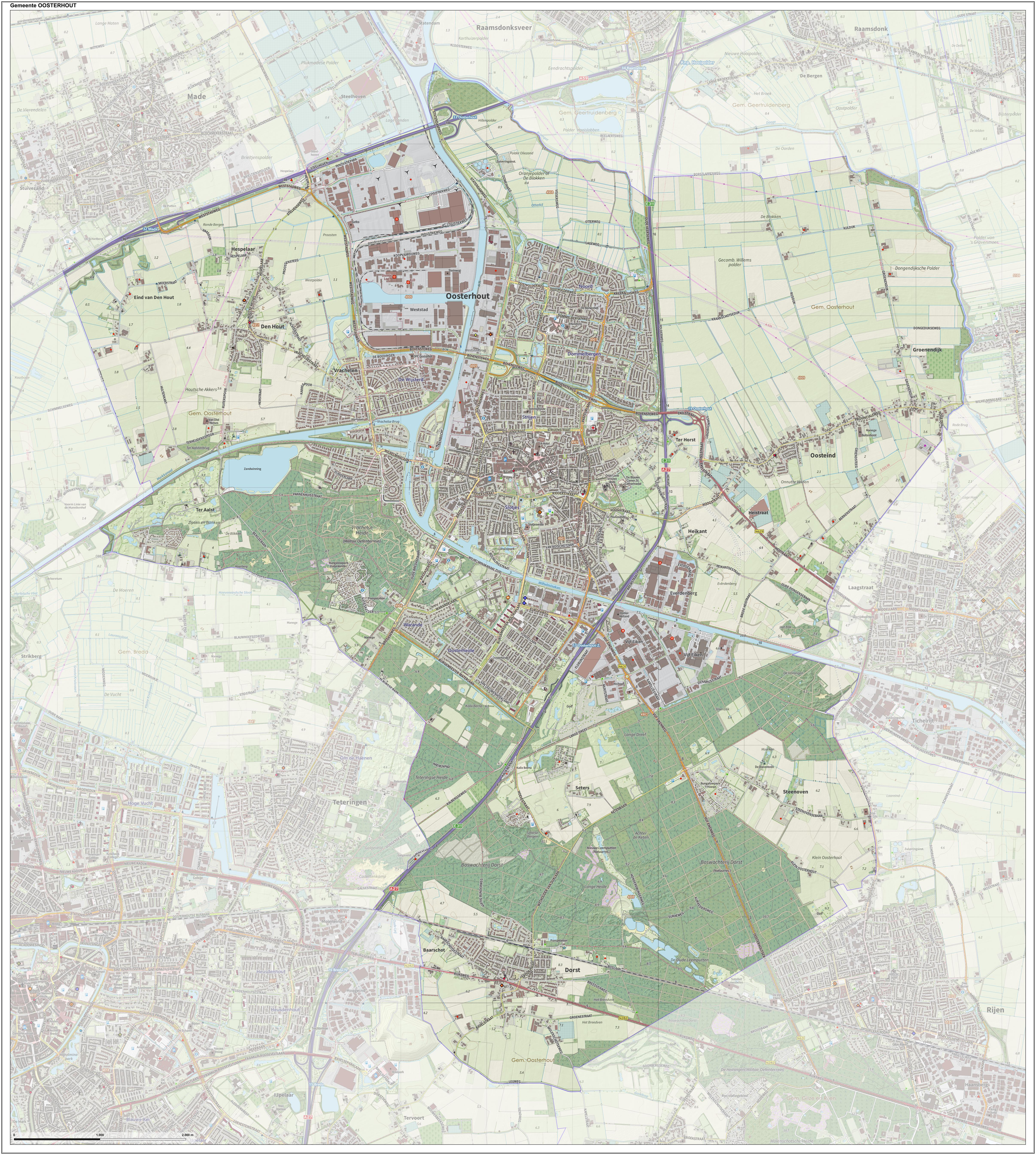
Topografische gemeentekaart van Oosterhout

Oosterhout (uitspraakⓘ) is een gemeente in de Nederlandse provincie Noord-Brabant. De gemeente telt 57.924 inwoners (22 november 2024, bron: CBS). De hoofdplaats van de gemeente is de gelijknamige stad.

## Geschiedenis
Oosterhout maakt deel uit van de Baronie van Breda en vormt er de noordgrens van. De grenzen van de gemeente Oosterhout zijn vrijwel ongewijzigd gebleven. Enkel op 1 oktober 1964 zijn de dicht tegen Made aan gelegen buurtschappen Stuivezand en Hoogerheide bij de toenmalige gemeente Made en Drimmelen gevoegd.

## Indeling
Naast de stad Oosterhout liggen in de gemeente de woonkernen Baarschot, Den Hout, Dorst, Eind van den Hout, Groenendijk, Heikant, Heistraat, Hespelaar, Oosteind, Seters, Steenoven, Ter Aalst, Vijfhuizen en Vrachelen.

## Monumenten
In de gemeente zijn er een aantal rijksmonumenten en oorlogsmonumenten, zie:
- Lijst van rijksmonumenten in Oosterhout (gemeente)
- Lijst van gemeentelijke monumenten in Oosterhout (gemeente)
- Lijst van oorlogsmonumenten in Oosterhout
- Lijst van Stolpersteine in Oosterhout

## Verkeer en vervoer
Oosterhout is bereikbaar via de A27 en de A59.

## Politiek

### Zetelverdeling gemeenteraad
De gemeenteraad van Oosterhout bestaat uit 31 zetels. Hieronder de behaalde zetels per partij bij de gemeenteraadsverkiezingen sinds 1998:
| Gemeentebelangen                  | 8  | 8  | 6      | 5      | 6      | 10     | 8      |
| VVD                               | 6  | 5  | 4      | 5      | 6      | 6      | 4      |
| GroenLinks                        | -  | 1  | 1      | 2      | 3      | 5      | 4      |
| Gezond Burger Verstand            | -  | -  | 1      | 4      | 3      | 3      | 4      |
| D66                               | 2  | 2  | 1      | 2      | 3      | 2      | 3      |
| Voor Heel Oosterhout              | -  | -  | -      | -      | -      | -      | 3      |
| CDA                               | 6  | 7  | 5      | 4      | 4      | 3      | 2      |
| Lokaal Open en Sociaal            | -  | -  | -      | -      | -      | -      | 2      |
| PvdA                              | 5  | 4  | 8      | 5      | 1      | 1      | 1      |
| GroenBrabant                      | 4  | 3  | 2      | 2      | 1      | 1      | -      |
| SP                                | -  | -  | 2      | 1      | 4      | -      | -      |
| Onafhankelijke Fractie Oosterhout | -  | 1  | 1      | 1      | -      | -      | -      |
| Totaal                            | 31 | 31 | 31     | 31     | 31     | 31     | 31     |
| Opkomst                           |    |    | 56,18% | 49,87% | 49,04% | 49,09% | 45,44% |

## Bekende Oosterhouters
- Lia van Bekhoven, journaliste, publiciste
- Gerrit Brokx, politicus
- Rowin Caron, golfer
- Vincent Claase, als zanger bekend als Vinzzent
- Marlies Dekkers, modeontwerpster
- Extince, rapper
- Conrad Carel Käyser, militair en ontdekkingsreiziger
- Elly de Graaf, actrice
- Remigius Adrianus Haanen, kunstschilder
- Helmi Huijbregts-Schiedon, politica
- Marinus de Jong, componist en pianist
- Roland Koopman, presentator
- Jan Liesen, bisschop
- Kaz Lux, muzikant
- Rens Ottema, bekend als rapper Ares
- Kees Pijl, voetballer
- Eus Roovers, schrijver
- Annette Sekrève, prinses
- Christiaan Snouck Hurgronje, arabist en islamoloog
- Jan Verschueren, missionaris in Nieuw-Guinea
- Willem Hendrik de Vriese, botanicus
- Eric Wetzels, VVD-partijbestuurder

## Volkslied
Oosterhout, hart van West-Brabant.

Op de grens van zand en klei.

Oosterhout, je polders, weiland,

Je bossen en je paarse hei.

Oosterhout, hart van West-Brabant.

Stad, gemoedelijk en gastvrij.

Oosterhout, zo onweerstaanbaar, want:

Daar kun je echt niet aan voorbij.

1. Je parken en je Slotjes,

Je kloosters en je basiliek,

En je Slotbosse toren:

Ze maken je uniek.

2. Dynamisch je bedrijven,

Je centrum bruist van energie.

Wonen, werken, recreëren:

In goede harmonie.

3. Drie fraaie kerkdorpen

Zijn aan je zorg toevertrouwd.

Hebben elk d’r eigen trekje:

Oosteind, Dorst en Den Hout.

## Aangrenzende gemeenten
| Aangrenzende gemeenten | Aangrenzende gemeenten | Aangrenzende gemeenten | Aangrenzende gemeenten | Aangrenzende gemeenten |
| ---------------------- | ---------------------- | ---------------------- | ---------------------- | ---------------------- |
| Drimmelen              |                        | Geertruidenberg        |                        |                        |
|                        |                        |                        |                        |                        |
|                        | Dongen                 |                        |                        |                        |
|                        |                        |                        |                        |                        |
| Breda                  |                        |                        |                        | Gilze en Rijen         |